# Джумалак-тепе
Джумалак-тепе — развалины древнего чаганианского замка. Соседний замок с Балалык-тепе, расположен в 13 км к северу от средневекового Термеза.
Джумалак-тепе был построен из кирпича-сырца размером 52-54х26х10 см, некоторые стены возведены из блоков пахсы высотой около 1 м, стены камеры-тайника западнее Г-образного кулуара облицованы поставленными плашмя плитами крупного (43х43х4,5 см) жжённого кирпича. Контуры этого большого (около 30х30 м) здания не сохранились, с южной и западной сторон оно основательно разрушено, но его общая композиционно-плановая структура просматривается достаточно ясно.
Исследователь предполагает здесь, большое верхнее помещение, опиравшееся как на фундамент на две сводчатые комнаты и возвышавшееся над прочими помещениями замка. Подтверждением тому служат остатки лестниц, сохранившиеся в юго-западном углу широкой северной ветви кулуара, — она выводила на уровень, соответствующий высоте сводчатых комнат, и расположена рядом с ними.
В отличие от недолговечного Балалык-тепе Джумалак-тепе был обитаем даже до XVI века. На протяжении своей тысячелетней жизни древний замок многократно перестраивался, всё более теряя внушительный облик и эффектный комфорт внутренней архитектуры, что не облегчило работу его исследователей.